# Bruchophagus vignae
Bruchophagus vignae är en stekelart som först beskrevs av Jean Risbec 1951.  Bruchophagus vignae ingår i släktet Bruchophagus och familjen kragglanssteklar. Inga underarter finns listade.